# Martin Horký
Martin Horký (fl. XVII secolo) è stato un astronomo boemo coevo di Galileo Galilei reso famoso per aver contestato la validità delle osservazioni galileiane dei satelliti medicei di Giove affermando che esse fossero frutto di aberrazioni ottiche introdotte dalle lenti.
Egli, dopo aver potuto utilizzare il telescopio di Galilei durante un soggiorno a Bologna, espresse dapprima i suoi dubbi in una lettera del 1610 a Keplero e quindi in modo più articolato nell'opera Brevissima Peregrinatio Contra Nuncium Sidereum.
La contestazione di Horký spinse Keplero ad effettuare delle proprie osservazioni che portarono alla conferma di quelle galileiane.